# Eyes Open
Eyes Open é um álbum da banda de rock norte-irlandesa Snow Patrol lançado em 2006. O CD foi muito bem recebido pela crítica especializada e vendeu mais de 5 milhões de exemplares ao redor do mundo.

## História e composição
O título sugerido é uma compilação de muitos assuntos e o tema através do álbum, incluído em músicas como "Hands Open", "Chasing Cars", "Shut Your Eyes" e "Open Your Eyes". A terceira faixa do álbum, "Chasing Cars", foi apresentada no final da segunda temporada do seriado Grey's Anatomy em 15 de Maio de 2006. Um vídeo tema da música pode ser visto no site da emissora de tv americana ABC. A sétima faixa, "Make This Go On Forever", foi mais tarde usada na terceira temporada do seriado, no fim do episódio intitulado "Walk on Water".
O álbum vendeu 36 191 unidades na sua primeira semana de estreia nos Estados Unidos e em 2009 já havia vendido mais de 700 mil cópias naquele país. No Reino Unido, já foram mais de 2 milhões de exemplares vendidos e 7 certificações de platina.

## Faixas
Todas as letras escritas por Gary Lightbody, todas as músicas compostas por Gary Lightbody, Tom Simpson, Nathan Connolly e Jonny Quinn.
| CD  |                                                               |         |  |
| N.º | Título                                                        | Duração |  |
| 1.  | "You're All I Have"                                           | 4:33    |  |
| 2.  | "Hands Open"                                                  | 3:17    |  |
| 3.  | "Chasing Cars"                                                | 4:28    |  |
| 4.  | "Shut Your Eyes"                                              | 3:17    |  |
| 5.  | "It's Beginning to Get to Me"                                 | 4:35    |  |
| 6.  | "You Could Be Happy"                                          | 3:04    |  |
| 7.  | "Make This Go On Forever"                                     | 5:47    |  |
| 8.  | "Set the Fire to the Third Bar" (featuring Martha Wainwright) | 3:23    |  |
| 9.  | "Headlights on Dark Roads"                                    | 3:30    |  |
| 10. | "Open Your Eyes"                                              | 5:41    |  |
| 11. | "The Finish Line"                                             | 3:28    |  |

| Faixa bônus |                         |         |  |
| N.º         | Título                  | Duração |  |
| 12.         | "-"                     | 3:55    |  |
| 13.         | "In My Arms"            | 4:36    |  |
| 14.         | "Warmer Climate"        | 4:08    |  |
| 15.         | "The Only Noise"        | 2:53    |  |
| 16.         | "Perfect Little Secret" | 4:40    |  |

## Pessoal
- Gary Lightbody – vocal, guitarra, backing vocal
- Nathan Connolly – guitarra, backing vocal
- Paul Wilson – baixo, backing vocal
- Jonny Quinn – bateria, percussão
- Tom Simpson – teclados

## Paradas musicais e certificações
| Paradas                         | Certificador  | Melhor posição | Vendas    | Certificações |
| ------------------------------- | ------------- | -------------- | --------- | ------------- |
| Argentina Albums Chart          | CAPIF         | —              | 50 000    | Platina       |
| Alemanha Albums Chart           | Media Control | 17             | 200 000   | Platina       |
| Austrália Albums Chart          | ARIA          | 1              | 280 000   | 4× Platina    |
| Austrália Albums Chart          | IFPI          | 3              | 15 000    | Ouro          |
| Bélgica (Flanders) Albums Chart | IFPI          | 9              | 20 000    | Platina       |
| Bélgica (Valônia) Albums Chart  | IFPI          | 64             | 20 000    | Platina       |
| Canadá Albums Chart             | Music Canada  | 22             | 100 000   | Platina       |
| Espanha Albums Chart            | PROMUSICAE    | 47             | —         | —             |
| Holanda Albums Chart            | NVPI          | 6              | —         | Platina       |
| Holanda Backcatalogue Top 50    | NVPI          | 1              | —         | —             |
| Europa Top 100 Albums           | IFPI          | 4              | 3 000 000 | 3× Platina    |
| França Albums Chart             | SNEP          | 67             | —         | —             |
| Irlanda Albums Chart            | IRMA          | 1              | 105 000   | 7× Platina    |
| Nova Zelândia Albums Chart      | RIANZ         | 1              | 45 000    | 3× Platina    |
| Noruega Albums Chart            | IFPI          | 39             | —         | —             |
| Suécia Albums Chart             | GLF           | 16             | —         | —             |
| Suíça Albums Chart              | IFPI          | 15             | 15 000    | Ouro          |
| UK Albums Chart                 | BPI           | 1              | 2 400 000 | 8× Platina    |
| Billboard 200                   | RIAA          | 27             | 1 200 000 | Platina       |